# Festival de Cine Italiano de Madrid
Il Festival de Cine Italiano de Madrid è un festival cinematografico di film italiani che si tiene a novembre-dicembre di ogni anno nella città di Madrid. È organizzato dall'Istituto Italiano di Cultura di Madrid, in collaborazione con Cinecittà Luce sin dalla sua prima edizione svoltasi nel 2008. L'edizione 2012 è organizzata solo dall'IIC Madrid. Comprende una selezione di film presentati nei festival di Venezia, di Cannes, di Locarno, di Toronto e di Roma.
Il festival è diviso in tre sezioni, ciascuna con dieci film presentati: 
- i lungometraggi;
- i documentari;
- i cortometraggi.

Solitamente la giuria assegna tre premi:
- un premio alla carriera;
- un premio per il miglior documentario;
- un premio per il miglior cortometraggio.

## Cronologia e Programmazione

### 1ª edizione (2008)
Lungometraggi
- Gomorra, di Matteo Garrone
- Galantuomini, di Edoardo Winspeare
- Il papà di Giovanna, di Pupi Avati
- Il passato è una terra straniera, di Daniele Vicari
- Il resto della notte, di Francesco Munzi
- Lezione 21, di Alessandro Baricco
- Machan - La vera storia di una falsa squadra, di Uberto Pasolini
- Mar nero, di Federico Bondi
- Un altro pianeta, di Stefano Tummolini

Documentari
- Bellissime 2, di Giovanna Gagliardo
- Il fantasma di Corleone, di Marco Amenta
- Il mondo addosso, di Costanza Quatriglio
- Il passaggio della linea, di Pietro Marcello
- In un altro paese, di Marco Turco
- Sorelle, di Marco Bellocchio
- Un'ora sola ti vorrei, di Alina Marazzi
- Volevo solo vivere, di Mimmo Calopresti

Cortometraggi
- Adil & Yusuf, di Carlo Noce
- Alba, di Giorgia Farina
- Homo homini lupus, di Matteo Rovere
- Please leave a message, di Elisa Fuksas
- Polistirene, di Anna Franceschini
- Sonderbehandlung, di Carlo Michele Schirinzi
- Uova, di Alessandro Celli
- 4 B movie, di Antonello Matarazzo

### 2ª edizione (2009)
Lungometraggi
- Baarìa, di Giuseppe Tornatore
- L'uomo che verrà, di Giorgio Diritti
- Giulia non esce la sera, di Giuseppe Piccioni
- La doppia ora, di Giuseppe Capotondi
- Vincere, di Marco Bellocchio
- Il compleanno, di Marco Filiberti
- Lo spazio bianco, di Francesca Comencini
- Cosmonauta, di Susanna Nicchiarelli
- Alza la testa, di Alessandro Angelini
- Il grande sogno, di Michele Placido
- Oggi sposi, di Luca Lucini

Documentari
- Io, la famiglia rom e Woody Allen, di Laura H.
- Puniccio lovero, di Pippo Mezzapesa
- Signori professori, di Maura Delpero
- Strade d'acqua, di Augusto Contento
- Armando testa, povero ma moderno, di Pappi Corsicato
- Armando e la politica, di Chiara Malta
- Latta e caffè - Riccardo Dalisi, Napoli e il teatro della decrescita, di Antonello Matarazzo
- H.O.T., di Roberto Orazi
- Rumore bianco, di Alberto Fasulo
- Pietro Germi. Il bravo, il bello e ..., di Claudio Bondì

Cortometraggi
- Uerra, di Paolo Sassanelli
- L'arbitro, di Paolo Zucca
- U'sciroccu, di Marta Palazzo
- L'amore è un giogo, di Andrea Rovetta
- Nuvole e mani, di Simone Massi
- Muto, di Blu
- TV, di Andrea Zaccariello
- Luigi Indelicato, di Bruno e Fabrizio Urso
- Mille giorni di vito, di Elisabetta Pandimiglio
- Il gioco, di Adriano Giannini

### 4ª edizione (2011)
Lungometraggi
- Corpo celeste, di Alice Rohrwacher
- Gli sfiorati, di Matteo Rovere
- Il mio domani, di Marina Spada
- Il villaggio di cartone, di Ermanno Olmi
- Isole, di Stefano Chiantini
- L'estate di Giacomo, di Alessandro Comodin
- L'ultimo terrestre, di Gianni Pacinotti
- Là-Bas, di Guido Lombardi
- Ruggine, di Daniele Gaglianone
- Scialla! (Stai sereno), di Francesco Bruni
- Sette opere di misericordia, di Gianluca De Serio e Massimiliano De Serio

Documentari
- Fughe e approdi, di Giovanna Taviani (miglior documentario)
- Andata e ritorno, di Donatella Finocchiaro
- Il valzer dello zecchino - Viaggio in Italia a tre tempi, di Vito Palmieri
- Piazza Garibaldi, di Davide Ferrario
- Piero Guccione, verso l’infinito, di Nunzio Massimo Nifosì
- Pugni chiusi, di Fiorella Infascelli
- Questa storia qua, di Alessandro Paris e Sibylle Righetti
- Quiproquo, di Elisabetta Sgarbi
- Ritals, di Sophie e Anna Lisa Chiarello
- Schuberth - L’atelier della dolce vita, di Antonello Sarno

Cortometraggi
- Rita, di Fabio Grassadonia e Antonio Piazza (miglior cortometraggio)
- Vomero Travel, di Guido Lombardi (menzione speciale)
- Armandino e il Madre, di Valeria Golino
- Il pianeta perfetto, di Austillo Smeriglia
- Jody Delle Giostre, di Adriano Sforzi
- Linea nigra, di Anna Gigante
- Omero bello di Nonna, di Marco Chiarini
- Passing time, di Laura Bispuri
- Salvatore, di Bruno e Fabrizio Urso
- Sotto casa, di Alessio Lauria

### 7ª edizione (2014)
- Miglior Lungometraggio: Il capitale umano, regia di Paolo Virzì (premio del pubblico)
- Miglior Cortometraggio: Non sono nessuno, regia di Francesco Segré
- Miglior Documentario: Stop the Pounding Heart, regia di Roberto Minervini
- Menzioni speciali: Felice chi è diverso, regia di Gianni Amelio e L’attesa del maggio, regia di Simone Massi

### 8ª edizione (2015)

#### Documentari
- Romeo e Giulietta, regia di Massimo Coppola (2015)
- Bella e perduta, regia di Pietro Marcello - menzione speciale (2015)
- 365, Paolo Fresu - Il tempo di un viaggio, regia di Roberto Minini Merot (2015)
- Barolo Boys, regia di Paolo Casalis e Tiziano Gaia (2014)
- Genitori, regia di Alberto Fasulo (2015)
- La poesia spezzata, regia di Mary Mirka Milo (2015)
- Milano 2015, regia di Elio, Roberto Bolle, Silvio Soldini, Walter Veltroni, Cristiana Capotondi, Giorgio Diritti (2015)
- Pecore in erba, regia di Alberto Caviglia (2015)
- Ridendo e scherzando, regia di Paola Scola e Silvia Scola (2015)
- Torn - Strappati, regia di Alessandro Gassmann (2015)

#### Lungometraggi
- Noi e la Giulia, regia di Edoardo Leo (2015)
- Cloro, regia di Lamberto Sanfelice (2015)
- Il nome del figlio, regia di Francesca Archibugi (2015)
- Il racconto dei racconti - Tale of Tales, regia di Matteo Garrone (2015)
- L'attesa, regia di Piero Messina (2015)
- Mia madre, regia di Nanni Moretti (2015)
- Monitor, regia di Alessio Lauria (2015)
- Montedoro, regia di Antonello Faretta (2015)
- Non essere cattivo, regia di Claudio Caligari (2015)
- Per amor vostro, regia di Giuseppe M. Gaudino (2015)
- Viva la sposa, regia di Ascanio Celestini (2015)